# Bricolo, Coasta de Fildeș
Bricolo este o comună din departamentul Soubré, regiunea Bas-Sassandra, Coasta de Fildeș.